# Macierz odpowiedzialności
Macierz odpowiedzialności (znana również jako macierz RAM – Responsibility Assignment Matrix, macierz RACI) – opisuje odpowiedzialność członków zespołu za realizację zadań projektu lub procesu biznesowego. Jest szczególnie przydatna w wyjaśnianiu ról i zadań w strukturze organizacji, gdzie uwzględnia się szczegółowy plan działalności oraz przedstawia się powiązania pomiędzy poszczególnymi komórkami.
RACI jest akronimem wywodzącym się z czterech kluczowych obowiązków występujących podczas realizacji projektu: Responsible, Accountable, Consulted, Informed.
Każda komórka macierzy odpowiedzialności zawiera opis zadania i zasoby potrzebne do jego realizacji.

## Kluczowe role
Responsible
Osoba odpowiedzialna za wykonanie zadania. Najczęściej rolę tę pełni jedna osoba, np. analityk biznesowy, twórca aplikacji, czy też architekt techniczny.
Accountable
Osoba nadzorująca, odpowiedzialna za zatwierdzenie zrealizowanych zadań. Jest odpowiedzialna za prawidłowe i dokładne ukończenie zadań. Dla konkretnego produktu rolę tę pełni jedna osoba, dla głównych zadań i całości najczęściej jest to sponsor projektu.
Consulted
Osoba pełniąca rolę konsultanta. Posiada wiedzę o przedmiocie projektu, zwykle konsultuje i doradza osobie nadzorującej i wykonawcy. Zazwyczaj rolę tę pełni kilka osób, ekspertów z danej dziedziny.
Informed
Osoba informowana o prowadzonych działaniach, nie ma wpływu na decyzje z nimi związane.
Role powinny zostać określone po zidentyfikowaniu produktów projektu, przed jego uruchomieniem. Realizacja projektu zgodnie z założeniami, w ramach określonego budżetu, jest łatwiejsza gdy osoby zaangażowane w działania wiedzą za jakie zadania odpowiadają.

## Tworzenie macierzy
Wiersze macierzy oznaczają kolejne zadania i działania realizowane w ramach projektu. Kolumny to zasoby potrzebne do realizacji projektu: konkretne osoby lub jednostki organizacyjne. W komórkach wpisujemy rodzaj odpowiedzialności, symbol roli (R, A, C albo I).
Tworzenie macierzy:
1. Zidentyfikowanie wszystkich zadań związanych z realizacją projektu. Zamieszczenie listy w pierwszej kolumnie od lewej.
2. Zidentyfikowanie wszystkich zasobów zaangażowanych w projekt. Zamieszczenie utworzonej listy w górnej części macierzy.
3. Uzupełnienie komórek tabeli określających role, jakie pełni dana jednostka w realizacji konkretnego zadania.
4. Zweryfikowanie poprawności macierzy – sprawdzenie, czy każde zadanie posiada wykonawcę i osobę pełniącą rolę zatwierdzającego.
5. Sprawdzenie, czy każde zadanie jest weryfikowane przez jedna osobę. Rozwiązanie konfliktowych przydziałów zadań.
6. Prezentacja, dyskusja i zgoda na realizację projektu. Wstępnie macierz odpowiedzialności powinna zostać zaakceptowana przed uruchomieniem projektu, po zidentyfikowaniu zadań.

## Rozwiązania alternatywne
Istnieje wiele metod alternatywnych dla macierzy RACI:

### RASCI
Jest to rozszerzona wersja macierzy RACI, rzadziej nazywanej macierzą RASIC, gdzie rola Responsible (odpowiedzialny) została podzielona na role:
Responsible
Osoba odpowiedzialna za wykonanie zadania zgodnie z wymaganiami
Support
Osoba wspierająca działanie zespołu, członek zespołu. Zasoby przeznaczone jako wsparcie dla osoby odpowiadającej za wykonanie zadania.

### RACI-VS
Macierz RACI rozszerzona o dwa dodatkowe role uczestników projektu:
Verifier
Osoba sprawdzająca, czy produkt spełnia kryteria przedstawione w opisie produktu.
Signatory
Sygnatariusz, osoba zatwierdzająca decyzje sprawdzającego oraz odpowiadająca za przekazanie produktu końcowego, zadania. Osoba odpowiadająca za ukończenie zadania.

### RACIO (CAIRO)
Rozszerzona wersja macierzy RACI, uwzględniająca dodatkową rolę.
Out of the loop (lub Omitted)
Osoba lub grupa, której celowo nie przydzielono zadania do realizacji. Zasoby, które nie uczestniczą w zadaniu.

### DACI
Inna wersja macierzy, skupiająca się na podejmowaniu decyzji i wyjaśnieniu, kto może rozpocząć ponownie dyskusję.
Driver
Osoba kierująca całym projektem
Approver
Osoba lub grupa odpowiadająca za podejmowanie większości decyzji projektowych i odpowiedzialna za ewentualne niepowodzenia
Contributors
Pracownicy odpowiedzialni za rezultaty
Informed
Osoby informowane o statusie projektu i podejmowanych decyzjach. Zasoby, na które projekt ma bezpośredni wpływ

## Inne warianty RACI
Istnieje wiele rozwinięć akronimu RACI.

### RACI (opis alternatywny)
Responsible
Osoba odpowiedzialna za wykonanie zadania. Powinna być jedna osoba odpowiedzialna za zadanie.
Assists
Osoby pomagające w ukończeniu zadania.
Consulted
Osoby, których opinie są pożądane. Pomagają w podejmowaniu decyzji.
Informed
Osoby, które na bieżąco są informowane o postępach.

### RACI (podejmowanie decyzji)
Forma macierzy wykorzystywana do dokumentacji, kto ma uprawnienia do podejmowania decyzji. Jest to forma macierzy, która może być stosowana w małych grupach roboczych.
Recommends
Osoba odpowiedzialny za rekomendowanie odpowiedzi na decyzję.
Approves
Osoba zatwierdzająca odpowiedź na decyzję.
Consulted
Osoby, których opinie są pożądane. Pomagają w podejmowaniu decyzji.
Informed
Osoby, które na bieżąco są informowane o postępach.